# Balz Hilt
Balz Hilt, Taufname August (* 3. September 1921 in Birsfelden; † 15. November 1997 in Basel) war ein Schweizer Galerist. Ausstellungen mit Werken von HR Giger, Eugène Ionesco, Le Corbusier, Raoul Dufy, Sonja Sekula, Günter Grass und den Art brut Künstlern aus Gugging sorgten für internationales Aufsehen.

## Leben und Werk

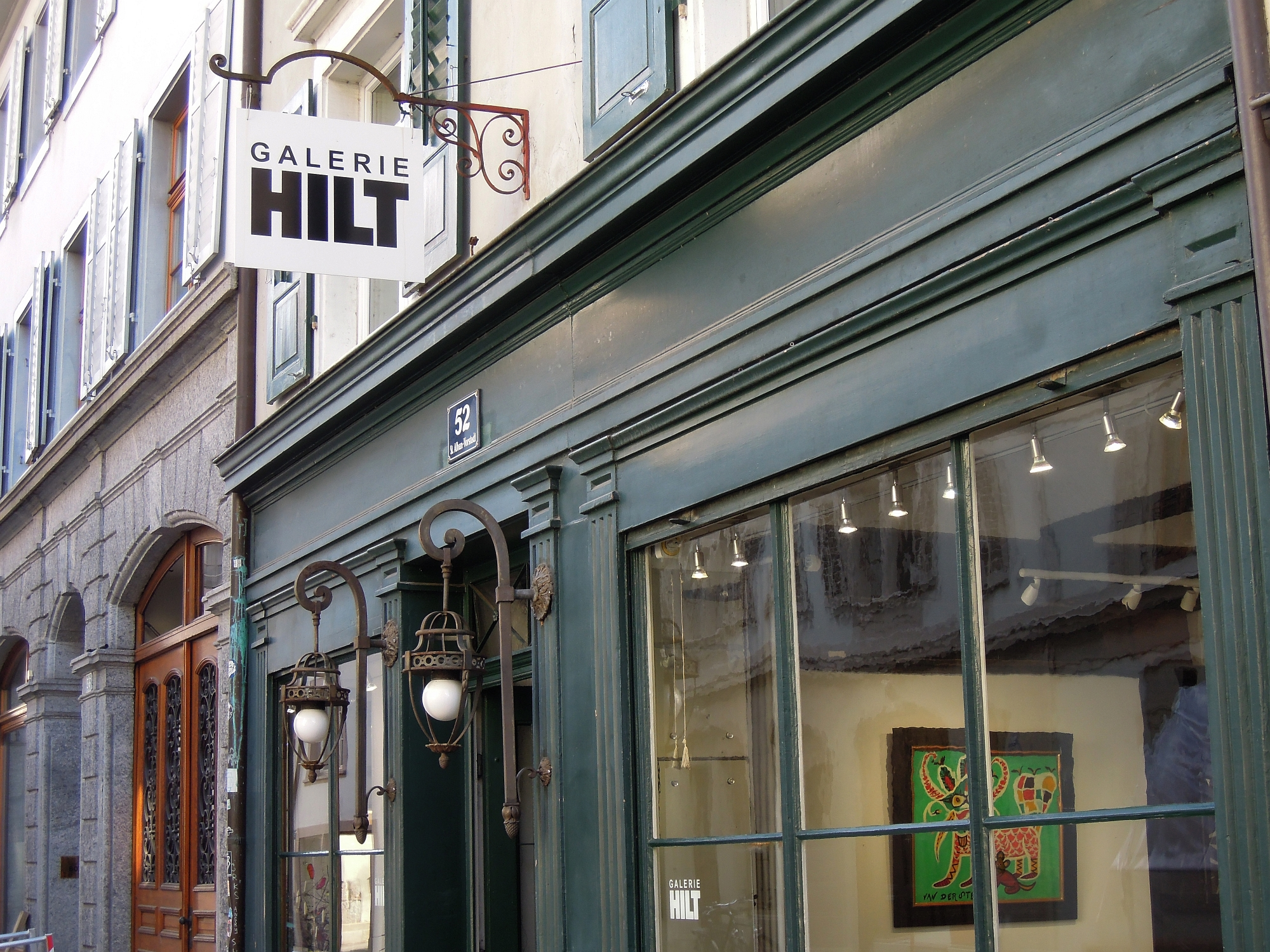
Galerie HILT. St. Alban-Vorstadt 52, Basel

Balz Hilt wuchs in einfachen Verhältnissen auf und interessierte sich schon früh für Literatur und Kunst. Er absolvierte zuerst eine Coiffeurlehre und danach eine Buchhändlerlehre. Anschliessend war er ein Mitbegründer der Basler Buchhandlung Tanner.
Ab 1950 war Hilt im Kunsthandel tätig und handelte anfänglich mit Drucken und Grafiken. 1955 eröffnete er seine erste Galerie an der Aeschenvorstadt 43a in Basel. 1959 mietete er weitere Ausstellungsräume an der Freie Strasse und im ehemaligen Kino Scala. 1960 führte Hilt die beiden Ausstellungsorte an der Rittergasse 33 zusammen. Seine Wohnung an der Aeschenvorstadt übernahm die Künstlerin Madja Ruperti zusammen mit ihrem Mann Andreas Ruperti.
Am 10. Juni 1968 schlugen während einer Sitzung des Galerievereins Hilt und Trudl Bruckner eine Kunstmesse in Basel vor. Deren Vision wurde später auch von Ernst Beyeler unterstützt. In Folge wurde 1970 die erste Basler Kunstmesse eröffnet.

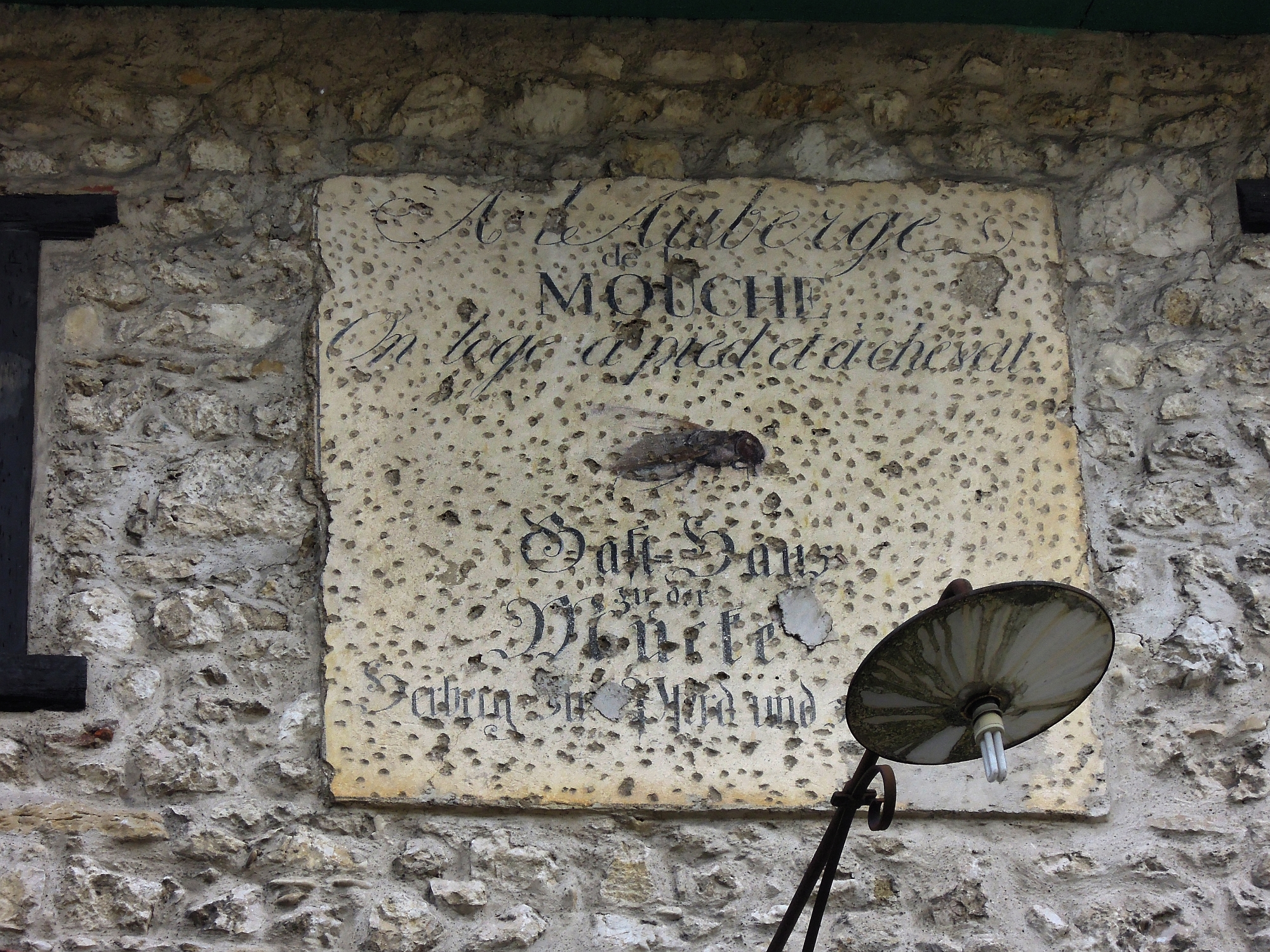
Zollhaus zur Mücke, Angenstein

Hilt erwarb 1971 das «Haus zum Seilen» an der St. Alban Vorstadt und investierte über mehrere Jahre in den Umbau und die Renovationsarbeiten. 1974 erwarb er in Duggingen das historisch bedeutende, jedoch baufällige «Zollhaus zur Mücke Angenstein». Die Renovation nahm 22 Jahre in Anspruch.
Von 1976 bis 1985 betrieb Hilt die Galerie HILT-Beno an der Rämistrasse in Zürich. 1980 eröffnet er die Galerie HILT an der St. Alban-Vorstadt 52 in Basel. Von 1985 bis 1987 betrieb er den «Kunstkiosk» am Limmatquai in Zürich. 1988 setzte sich Hilt vergebens für die Erhaltung der historischen Wettsteinbrücke ein. 1990 eröffnete er den «Art-Shop» an der Freie Strasse 88 in Basel. Seine eigenen Werke stellte er in diversen Galerien aus.
1993 trat Christian Ragni in die älteste noch aktive Kunstgalerie von Basel ein und übernahm nach Hilts Tod 1997 die Galerie.
Balz Hilt fand seine letzte Ruhestätte auf dem Friedhof am Hörnli.